# أمالي ديديريكسن
أمالي ديديريكسن (بالدنماركية: Amalie Dideriksen) (و. 1996  م) هي دراجة على الطريق، من الدنمارك، شاركت في ركوب الدراجات في الألعاب الأولمبية الصيفية 2016، وبطولة العالم لسباق الدراجات على الطريق 2016.

## سباقات أو مراحل فاز بها
| التاريخ        | السباق                                                            | المركز                                           |
| -------------- | ----------------------------------------------------------------- | ------------------------------------------------ |
| 01 يناير 2013  | بطولة العالم لسباق الدراجات على الطريق 2013 – سباق الطريق للشابات | الفائز في التصنيف العام                          |
| 22 يونيو 2013  | سباق الطريق للسيدات في بطولة الدنمارك 2013                        | العاشر في التصنيف العام                          |
| 01 يناير 2014  | بطولة العالم لسباق الدراجات على الطريق 2014 – سباق الطريق للشابات | الفائز في التصنيف العام                          |
| 30 مارس 2014   | Piccolo Trofeo Alfredo Binda 2014                                 | الفائز في التصنيف العام                          |
| 28 يونيو 2014  | سباق الطريق للسيدات في بطولة الدنمارك 2014                        | الفائز في التصنيف العام                          |
| 12 مارس 2015   | Molecaten Drentse Acht van Westerveld 2015                        | التاسع في التصنيف العام                          |
| 25 يونيو 2015  | سباق الدراجات ضد الساعة للسيدات في بطولة الدنمارك 2015            | الثالث في التصنيف العام                          |
| 27 يونيو 2015  | سباق الطريق للسيدات في بطولة الدنمارك 2015                        | الفائز في التصنيف العام                          |
| 16 أغسطس 2015  | طواف النرويج للسيدات 2015                                         | الأول في تصنيف أفضل شاب                          |
| 11 سبتمبر 2015 | 2015 Lotto Belisol Belgium Tour                                   |                                                  |
| 19 يونيو 2016  | طواف السيدات 2016                                                 | العاشر في تصنيف النقاط، الثالث في تصنيف أفضل شاب |
| 15 أكتوبر 2016 | سباق الطريق للسيدات في بطولة العالم 2016                          | الفائز في التصنيف العام                          |
| 01 يناير 2017  | طواف العالم للدراجات للسيدات 2017                                 |                                                  |
| 11 مارس 2017   | روند فان درينثي للسيدات 2017                                      | الفائز في التصنيف العام                          |
| 01 يناير 2018  | 2018 UEC European Track Championships – women's madison           |                                                  |
| 30 يونيو 2018  | سباق الطريق للسيدات في بطولة الدنمارك 2018                        | الفائز في التصنيف العام                          |
| 01 يناير 2019  | 2019 UEC European Track Championships – women's madison           |                                                  |
| 30 يونيو 2019  | سباق الطريق للسيدات في بطولة الدنمارك 2019                        | الفائز في التصنيف العام                          |
| 03 أكتوبر 2020 | سباق الطريق ضد الساعة للسيدات في بطولة الدنمارك 2020              | الفائز في التصنيف العام                          |
| 20 يونيو 2021  | سباق الطريق للسيدات في بطولة الدنمارك 2021                        | الفائز في التصنيف العام                          |
| 06 مايو 2023   | 2023 Grote Prijs Euromat                                          | الفائز في التصنيف العام                          |

## روابط خارجية
- أمالي ديديريكسن على موقع الاتحاد الدولي للدراجات (الإنجليزية)
- أمالي ديديريكسن على موقع أرشيف الدراجات (الإنجليزية)
- أمالي ديديريكسن على موقع إحصائيات الدراجات الإحترافية (الإنجليزية)
- أمالي ديديريكسن على موقع نسبة الدراجات (الإنجليزية)
- أمالي ديديريكسن على موقع CycleBase (الإنجليزية)
- أمالي ديديريكسن على موقع اللجنة الأولمبية الدولية (الإنجليزية)
- أمالي ديديريكسن على موقع أوليمبيديا (الإنجليزية)